# City of Campbelltown (Adelaide)
City of Campbelltown – jednostka samorządowa wchodząca w skład aglomeracji Adelaide położona na północny wschód od centrum miasta (około 6 km). W 2007 obszar ten zamieszkiwało 40000 ludzi, powierzchnia wynosi 24,35 km².

## Dzielnice
W nawiasach podany jest kod pocztowy.
- Athelstone (5076)
- Campbelltown (5074)
- Hectorville (5073)
- Magill (5072)
- Newton (5074)
- Paradise (5075)
- Rostrevor (5073)
- Tranmere (5073)